# Good Is Good
Good Is Good è un singolo della cantante statunitense Sheryl Crow, pubblicato nel 2005 ed estratto dall'album Wildflower.
Il brano ha ricevuto la candidatura per il Grammy Award alla miglior interpretazione vocale femminile pop nel 2006.

## Tracce
- CD (UK)

1. Good Is Good (Album Version)
2. Good Is Good (Acoustic Version)
3. I Know Why (Acoustic Version)
4. Good Is Good (Video)